# Arateas
Se llaman arateas a las fiestas que se celebraban en la Antigua Grecia en honor de Arateo, jefe de la liga aquea. 
Se celebraban cada año el día de su muerte y el día que devolvió la libertad a su patria. En estos sacrificios el sacerdote se ceñía una diadema moteada de blanco y púrpura. Los preceptores de las escuelas iban al frente de sus alumnos, y los senadores portaban coronas de guirnaldas. 